# 爱沙尼亚国旗

爱沙尼亚国旗为一面三色旗，具有水平分布的三条等宽的色条：蓝色（顶部），黑色，白色。旗的正常大小为105 × 165 厘米. 在爱沙尼亚语中，国旗通常叫做“sinimustvalge”（意思为“蓝-黑-白”），是以色条的分布从上往下称呼的。

## 历史
爱沙尼亚国旗第一次出现在19世纪80年代塔尔图大学的爱沙尼亚学生会，并在1884年6月4日由Otepää的牧师挂在大会堂上，并被视为神圣的。这面国旗现在被陈列在爱沙尼亚博物馆。

### 独立
在1918年2月24日发表爱沙尼亚独立宣言时，旗帜成为了爱沙尼亚民族的象征，并被用作国旗。在1918年11月21日，国旗被正式通过。在1918年12月12日，国旗第一次放在视为国家象征的塔林赫尔曼塔上。

### 第一次苏联统治时期
1940年6月，苏联入侵之后，国旗被禁用。在爱沙尼亚独立日，1940年6月21日，国旗在爱沙尼亚象征的塔林赫尔曼塔上降下。次日，一面红旗被升起来。在7月27日，三色旗完全消失，改升爱沙尼亚苏维埃社会主义共和国国旗。

### 德国占领时期
在1941年到1944年，爱沙尼亚被德国统治，三色旗作为爱沙尼亚民族旗帜，但并非国旗。德军在1944年9月从塔林撤退后，红旗被再次升起。 

### 第二次苏联统治时期
当红军于9月22日回来后，首先把红旗加进爱沙尼亚旗帜之中。不久，三色旗再次完全消失。
这时，三色旗仍然为非法旗帜，直到1989年2月24日改革后，三色旗再次在塔林赫尔曼塔上飘扬。在1990年8月7日，三色旗再次申报为国旗，一年后，爱沙尼亚获得完全的独立。

## 設計

### 颜色的解释

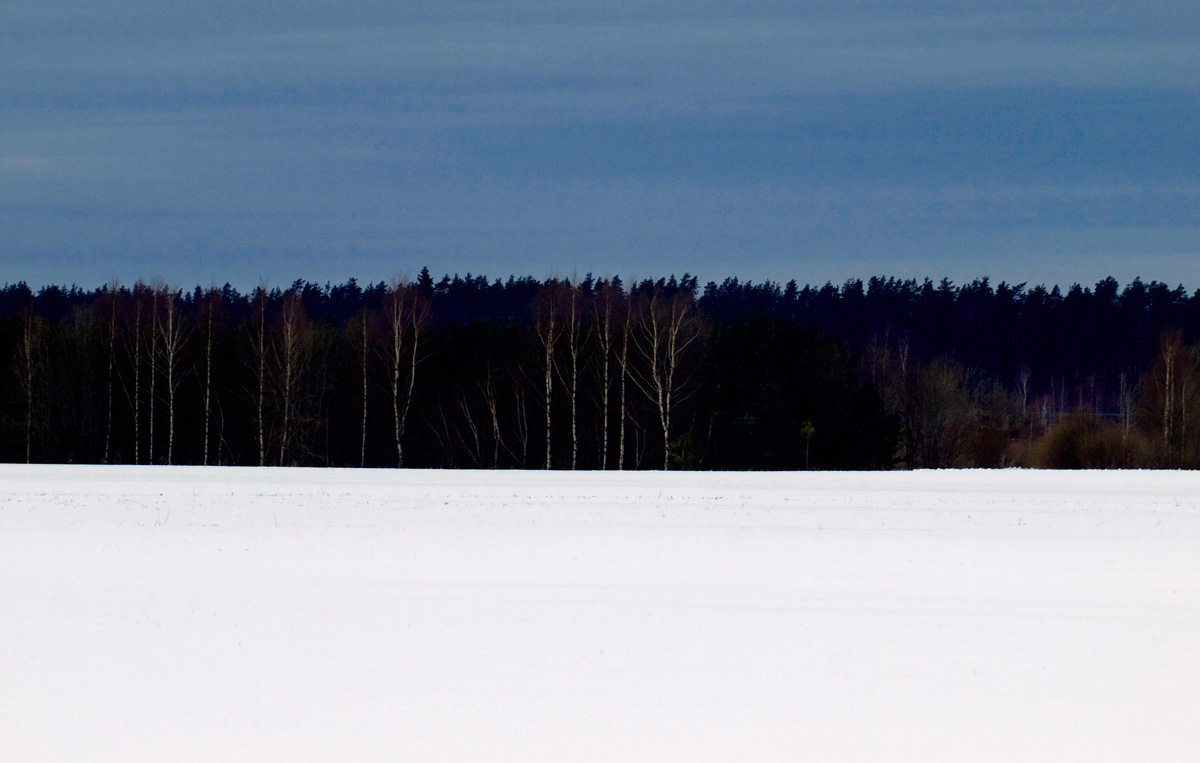
三色旗可能的解释：冬季的森林

国旗的三种颜色有很多种解释。一个历史性的说法为蓝色代表过去的自由，黑色代表现在失去了自由，白色代表更加自由的未来。另一种流行的解释通过马丁·利普的诗歌来解释：
- 蓝色：国土上拱形的天空、湖泊、河流、海洋；
- 黑色：祖国的土地与爱沙尼亚的命运——几百年来的黑暗与忧郁；
- 白色：冰雪、纯洁、努力的工作和其他较抽象的人类价值观。

### 颜色
根据爱沙尼亚议会和政府的规定，国旗中蓝色的色度为：
- 彩通色值：285 C
- CMYK的相同颜色：C=91, M=43, Y=0, K=0
- RGB的色值：R=0, G=114, B=206

## 爱沙尼亚国旗法部分章节
1. 4 悬挂与使用国旗

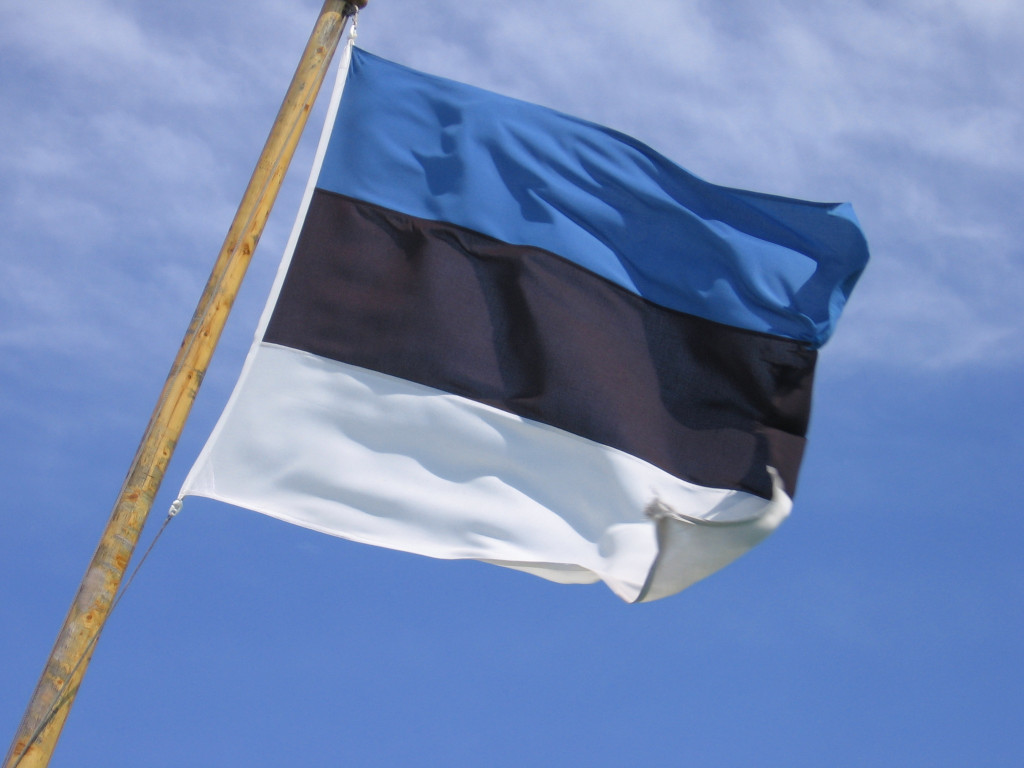
飘扬的爱沙尼亚国旗

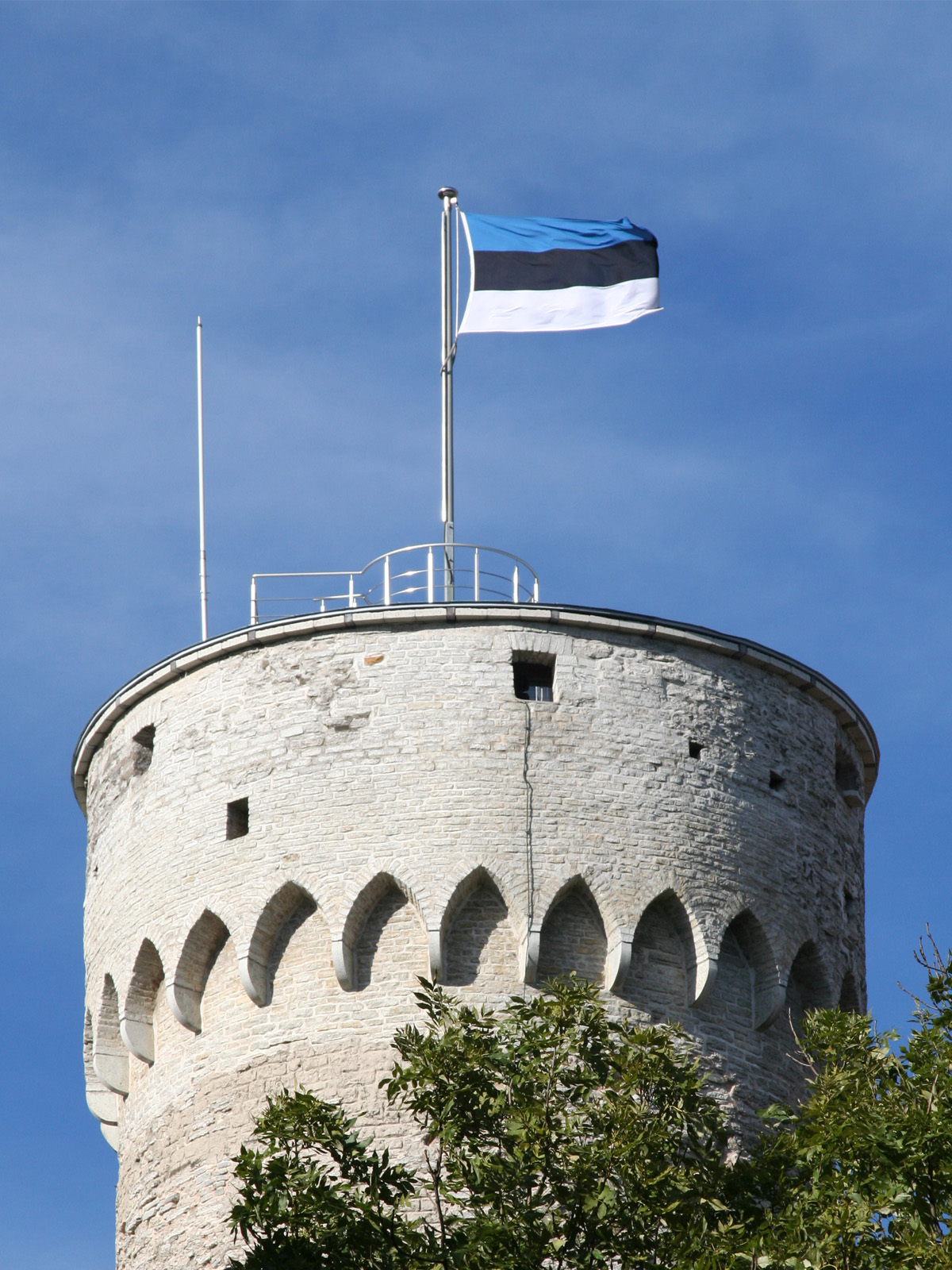
塔林赫尔曼塔上飘扬的国旗

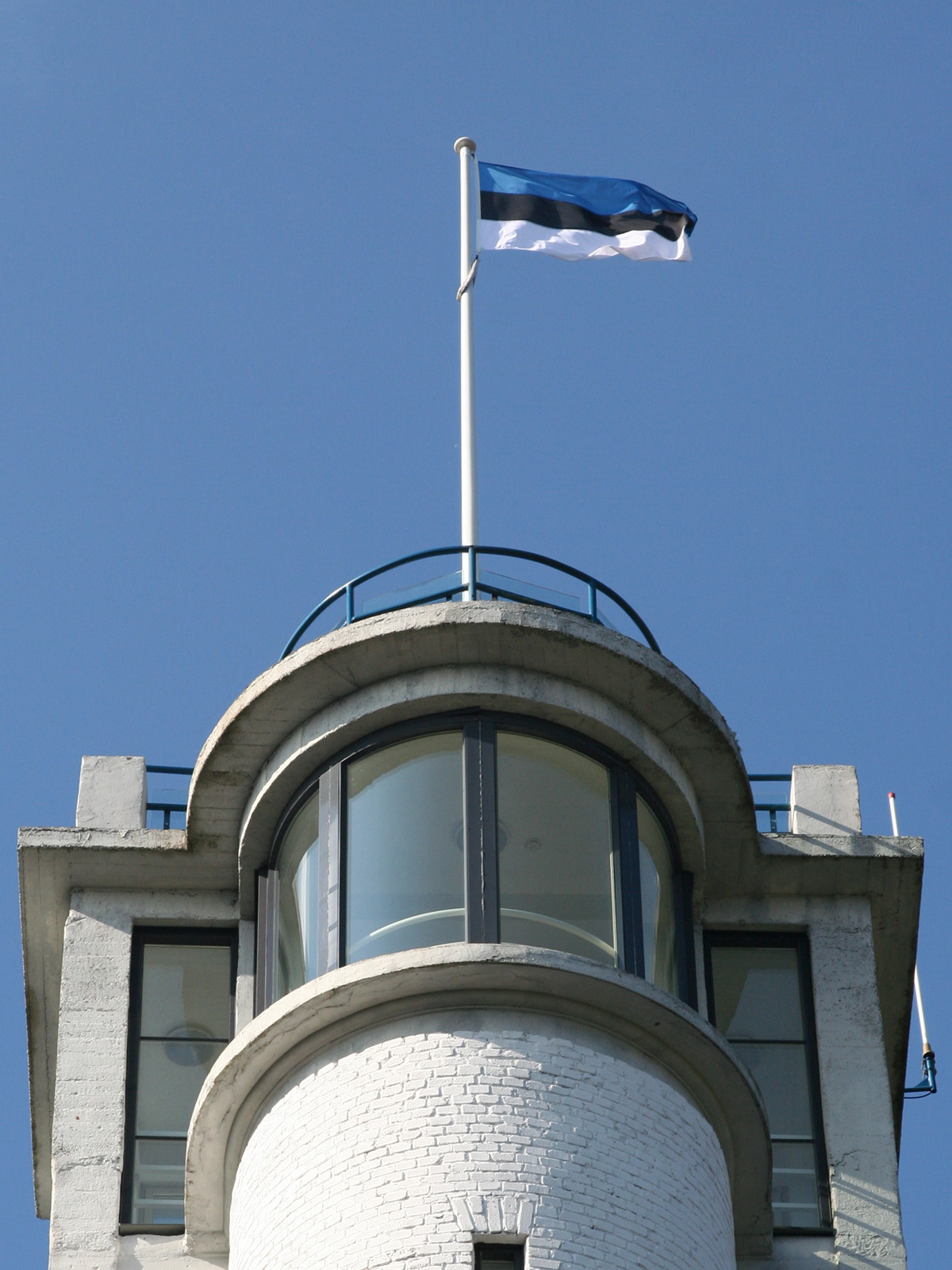
悬挂在建筑物上的爱沙尼亚国旗

(1) 只要遵守下列规定，人人有权悬挂或使用爱沙尼亚国旗。

(2) 爱沙尼亚国旗在独立日，胜利日时在建筑物上由固定的工作人员悬挂。

1. 5 每日悬挂国旗的地点

(1) 爱沙尼亚国旗在议会，政府，最高法院，其他法院，国家审计局，司法部，各部委，爱沙尼亚银行，地方政府和海关不降旗。

(2) 爱沙尼亚国旗根据所在国的法律和规范悬挂在爱沙尼亚外交部门。

(3) 爱沙尼亚国旗在在校日时悬挂在小学，中学，大学，职业中学，专业教育机构

(5) 国旗在黑暗时必须被照亮。
1. 5 悬挂国旗的日子

1.3 - 独立战争烈士日(Vabadussõjas võidelnute mälestuspäev)

2.2 - 塔尔图和平条约日(Tartu rahulepingu aastapäev)

2.24 - 独立日，共和国周年庆(Eesti iseseisvuspäev)

3.14 - 母语日 (Emakeele päev)

5月第二个周日- 母亲节(Emadepäev)

5.9 - 欧洲日(Euroopa Päev)
	
6.4 - 国旗日(Lipupäev)

6.14 - 哀悼日 (Leinapäev)挥舞旗帜以示哀悼

6.23 - 胜利日(Võidupüha)

6.24 - 圣约翰日，仲夏节(Jaanipäev)

8.20 - 重光日 (Taasiseseisvumispäev)

9.1 - 知识日 (Teadmiste päev)

11月第二个周日 - 父亲节 (Isadepäev)

(3) 在国旗日时，政府机构，地方政府和公共机构悬挂国旗。

(4) 爱沙尼亚政府有权利决定在重要的日子额外举行国旗日。

1. 7 升降旗

(1) 国旗不晚于8.00升旗，不晚于22.00降旗。

(4) 国旗在6月24日圣约翰日（仲夏节）不降旗。
1. 9悬挂国旗的要求

(2) 悬挂在建筑物上的国旗不得小于105X165厘米。

(3) 当国旗垂直摆放时，蓝条放在观察者眼中的左面。

1. 10 国旗与其他旗帜的摆放

(1) 如果国旗与其他旗帜同时升起，国旗必须放在一个突出，显著的位置上。

(3) 如果其他国家的国旗与国旗同时摆放，国旗根据法文名字开头字母决定其摆放位置。如果国旗与其他欧盟国家国旗同时摆放，则根据自己国家的语言的名称的开头首字母决定摆放位置。

(4) 如果国旗与国际组织旗帜，爱沙尼亚县旗，市旗，区旗或其他旗帜同时摆放，爱沙尼亚县旗，市旗，区旗或其他旗帜必须放在国际组织旗帜由后方观察到的左方。

(5) 根据几个国旗排成一条线的位置，(3)与(4)条可以改变，因为需要考虑到国旗必须放在突出，显要的位置上。

## 备选国旗
在2001年，政治家Kaarel Tarand建议国旗由三色旗改成颜色相同的北欧十字旗。支持者认为，三色旗给爱沙尼亚一个后苏联时代的东欧国家的形象，而改为北欧十字旗象征该国是一个北欧国家。
根据爱沙尼亚在文化与历史上与瑞典，尤其是芬兰的关系，爱沙尼亚人认为自己是北欧人，而非波罗的海人， 1999年12月，爱沙尼亚外交部长——2006年起的现任总统托马斯·亨德里克·伊尔韦斯在瑞典国际问题研究所发表了题为“爱沙尼亚作为一个北欧国家”的演讲。
有些人还建议将英文和其他一些语言的国名由“Estonia”改为“Estland”（这是荷兰语，德语，瑞典语，挪威语和其他很多日耳曼语族语言的名字）一些北欧十字形式的国旗已于1919年设计出来——现今国旗正式通过的时候；右图显示出其中之一。随着三色旗被看作是一个重要的国家象征，这个提议也就没有普及开来。